# Parque histórico nacional

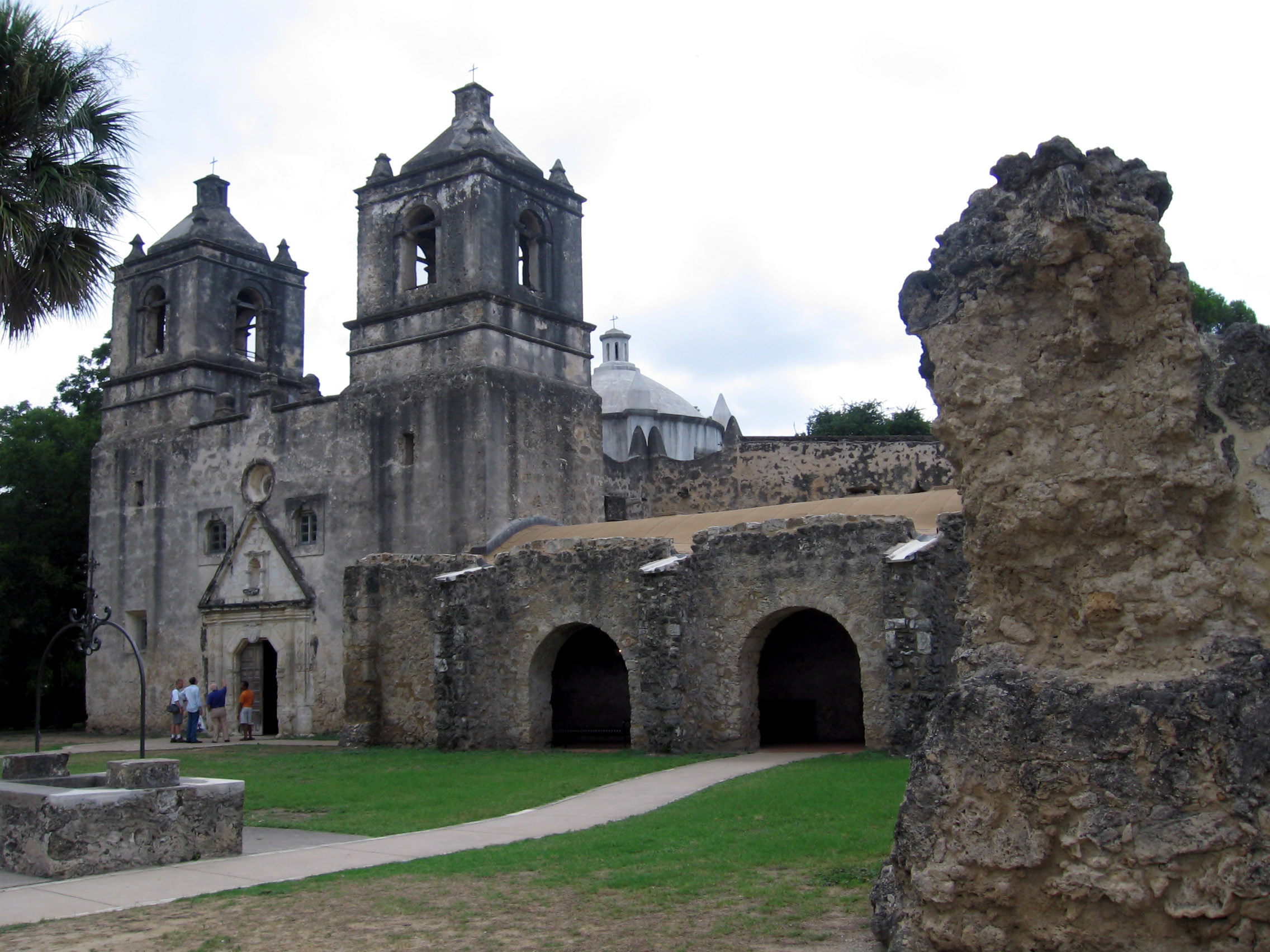
San Antonio Missions National Historical Park, Mission Concepción.

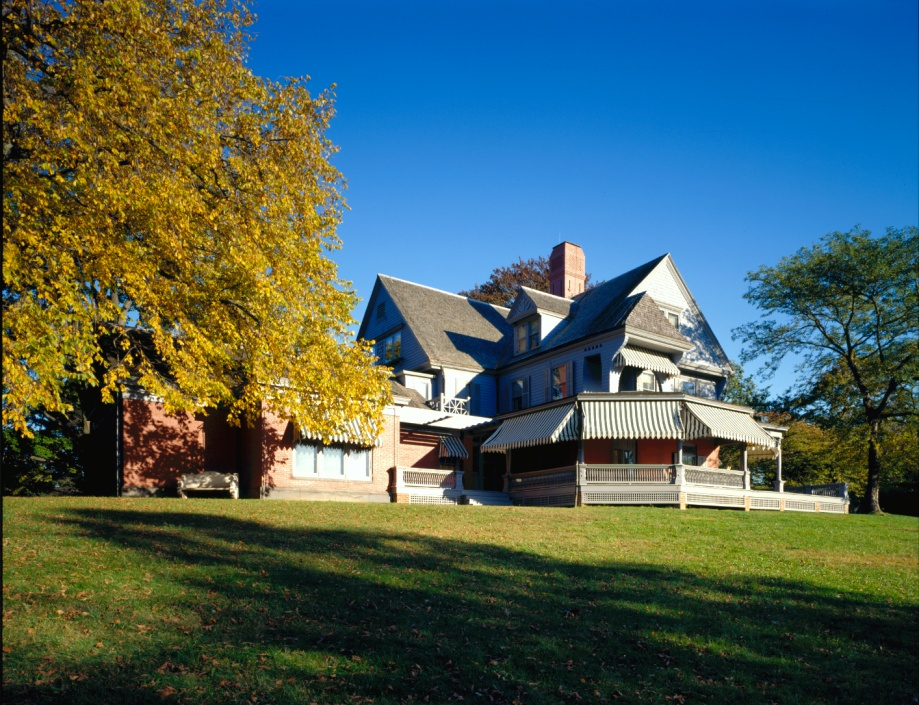
Sagamore Hill National Historic Site, Theo. Roosevelt's home.

Un parque histórico nacional («National Historical Park» o «National Historic Park») y un sitio histórico nacional («National Historic Site») son las denominaciones que se utilizan en Norteamérica en la protección de áreas de importancia histórica, generalmente designadas por un órgano rector que se encarga de la supervisión de esos recursos históricos. Habitualmente se ha realizado en ellos una investigación académica y se considera que poseen un acervo importante de sitios o recursos que hablan de importantes aspectos de un lugar o personalidad histórica. 

## Estados Unidos
En los Estados Unidos, la mayoría de los parques históricos nacionales («National Historical Parks») y sitios históricos nacionales («National Historic Sites») son gestionados por el Servicio de Parques Nacionales. Algunos sitios designados por el gobierno federal son de propiedad privada, pero están autorizados a solicitar la asistencia del Servicio de Parques Nacionales como áreas asociadas o afiliadas («affiliated areas»). 
Un sitio histórico nacional tiene por lo general una única característica histórica que es la causa de su protección. Derivados de la ley de Sitios Históricos de 1935 («Historic Sites Act»), algunos sitios históricos fueron establecidos por el Secretario del Interior de los Estados Unidos, pero la mayoría han sido autorizados por leyes del Congreso. Un parque histórico nacional («National Historical Park») en general se extiende más allá de las propiedades o edificios individuales, y sus recursos son una mezcla de historia y, a veces importantes características naturales. 
Desde el 15 de octubre de 1966 todas las áreas históricas que pertenecen al Sistema de Parques Nacionales —sitios y parques— son automáticamente incluidas en el Registro Nacional de Lugares Históricos («National Register of Historic Places»). 
En abril de 2009 en el Sistema de Parques Nacionales había 45 parques históricos nacionales (que comprenden 486,9 km²), 77 sitios históricos nacionales (que comprenden 87,7 km²) y un sitio histórico internacional.
En los Estados Unidos, los sitios son "históricos" (historic), mientras que los parques son "históricos" (historical). El Servicio de Parques Nacionales explica que un sitio puede ser intrínsecamente histórico, mientras que un parque es una invención legal moderna. Como tal, un parque en sí no es "histórico", pero puede ser llamada "histórico" cuando contiene recursos históricos. Se trata de los recursos que son históricas, y no el parque.

## Canadá
Por el contrario, estos distinción semántica no afecta a las denominaciones de Canadá, donde los parques históricos nacionales («National Historic Parks») fueron creados a nivel nacional y describe las propiedades históricas administradas por Parques de Canadá. En el pasado, un «parque histórico nacional» («national historic park») el título fue aplicado a todas las tierras y edificios propiedad y operados como sitios históricos en el sistema de parques nacionales, independientemente del área o la complejidad de los recursos. El título no se aplicaba a las propiedades históricas dentro de los límites del parque nacional, que están administrados por el parque en sí, y no contaban como unidades separadas del sistema de parques. 
El término «sitio histórico nacional» fue, en el pasado, aplicado a todos los demás lugares designados por los Sitios y Monumentos Históricos de Canadá («Historic Sites and Monuments Board of Canada»), pero fuera del sistema de parques nacionales. La mayoría de los sitios históricos en Canadá son de propiedad y operación privada. Sin embargo, en los últimos años, se tomó la decisión de suprimir el "Parque Histórico Nacional" el título, la simplificación del sistema de parques de la nomenclatura. Todos los Parques Nacionales Histórico Nacional se convirtió en Sitios Históricos, compartiendo el título con los de propiedad privada. 
Hay 924 sitios históricos nacionales en Canadá, 157 de los cuales son administrados por Parques de Canadá en el marco del sistema de parques nacionales. Cada uno de ellas es normalmente marcado por una placa federal y los del sistema de parques están abiertos al público, a menudo ofreciendo programas interpretativos, centros de visitantes, recreaciones, campamentos, y reconstrucciones de los sitios restaurados. Incluso muchos fuera del sistema de parques son lugares de interés a escala completa, como Sitio Histórico Nacional de Fort York, en Toronto. 

## Sitios históricos internacionales
Canadá y Estados Unidos han protegido conjuntamente ciertas propiedades que consideran importantes para ambos países. 
El parque histórico internacional Fiebre del Oro del Klondike («Klondike Gold Rush International Historical Park») fue creado oficialmente en 1998, en el centenario de la fiebre del oro que conmemora. El parque comprende el parque histórico nacional Klondike Gold Rush («Klondike Gold Rush National Historical Park»), en los estadounidenses estados de Washington y Alaska, y el sitio histórico nacional Chilkoot Trail («Chilkoot Trail National Historic Site») en la canadiense Columbia Británica. Esta ruta o sendero fue el camino que tantos prospectores tomaron en busca de fortuna en el río Klondike, en el distrito de Yukón. 
Hay un único sitio histórico internacional en el Sistema de Parques Nacionales de los EE. UU., una designación única que recibe la isla de Saint Croix, en Maine, en la frontera con Nueva Brunswick («Saint Croix Island International Historic Site»). Dado que el sitio fue el primer asentamiento francés permanente en América, el título reconoce la influencia que ha tenido en Canadá y en los Estados Unidos. El Servicio de Parques Nacionales no hace distinción entre estas denominaciones, en términos de su conservación o sobre las políticas de gestión. 
Otros sitios internacionales son: 
- Parque internacional Roosevelt Campobello («Roosevelt Campobello International Park»);
- Retirada histórica de Nuevo Brunswick del Presidente Franklin D. Roosevelt («historic New Brunswick retreat of U.S. President Franklin D. Roosevelt»), administrado por una comisión conjunta de Canadá y EE. UU., y una unidad asociada al sistema de parques nacionales;
- Jardín Internacional de la Paz («International Peace Garden») a lo largo de la frontera Manitoba/Dakota del Norte;
- Monumento conmemorativo de la Victoria de Perry y Paz Internacional («Perry's Victory and International Peace Memorial») en el lago Erie, cerca del lugar de una gran batalla de la Guerra de 1812.